# 下駄占い

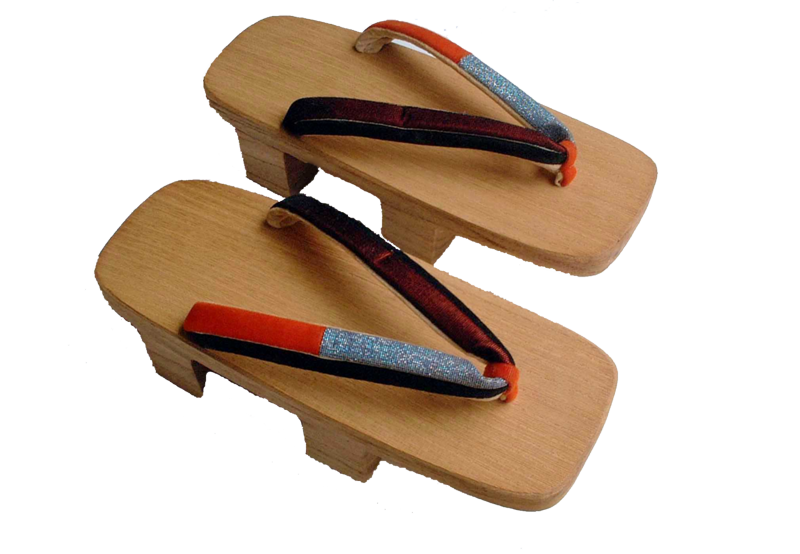
下駄

下駄占い（げたうらない）は、日本の占い、または子供の遊びの一つ。足に履いている下駄を投げ、落ちてきた下駄が表か裏かで、明日の天気を占うもの。「明日天気（あしたてんき）」、「天気占い（てんきうらない）」ともいう。

## 概要
足に履いている下駄の片方を、「明日天気になぁれ」などと言いながら蹴り上げ、地面に落ちた下駄の状態で、明日の天気を占う。下駄が表向き（鼻緒が上になった状態）なら晴れ、裏向き（下駄の歯が上になった状態）なら雨といわれる。下駄が横向きなら曇りで、地方によっては雪、風ともいう。
遠足の前日など、天気予報で雨と聞いて、信用できないと言って下駄占いをし、その結果にも納得できないと何回も下駄を投げる子供の姿もあった。雨が降れば遊び場が無くなるため、「晴れ」になるまで占いを繰り返す子供の姿もあった。天気に関する民間信仰としては、てるてる坊主と共に、子供たちの間で流行していた。
下駄を蹴り上げる際の声は、奈良県では「雨か天気か、雪、霜か」、兵庫県では「明日、雨か日和か、天行て問うて来い」「雨か日和か、提灯か」「明日の天気はどうじゃ、雨か日和か、もう一度」など、地方によってさまざまである。大正時代など、下駄が子供の生活に密着していた時代には、下駄を用いた遊びや童歌が数多くあり、下駄占いもその一つとされる。
下駄よりも靴が一般的になった時代では、「靴飛ばし」などといって、靴を蹴り上げて同様の占いを行なうようになった。1951年頃（昭和26年）の秋田県の写真では、子供たちが靴で天気を占っている場面が写っている。アットホームによるウェブサイト「at home VOX」で2016年（平成28年）に実施されたアンケートでは、83.5パーセントの人々が靴で天気を占ったとの結果が得られている。一方で青森県の津軽地方には、下駄での占いが平成時代でも残っているという。

## 歴史
下駄占いの歴史には諸説がある。民具研究家の近藤雅樹は、雨乞いや日乞いの神事に使われたものが民間に広がった可能性を指摘している。平安時代の絵巻物には、すでに下駄が描かれており、下駄は本来、雨の日にぬかるみにはまらないよう履くものだったことから、「明日は晴れて欲しい」という願いが込められたのでは、近藤は見ている。
天気が悪いときに履いていた「高下駄」が、かつて「足駄」と呼ばれていたことから、この「足駄（あしだ）」を「明日（あした）」にかけて、明日の天気を占うようになったとの説もある。
朝日新聞のジャーナリストである柏木友紀の確認によれば、気象庁の天気相談室からは、「日本で天気予報が始まった頃、的中率が低かったために始められた（日本の近代の天気予報の開始は1884年〈明治17年〉6月1日）」「天気予報という定義ならばこれ以降と考えられるが、占いと考えれば、もっと以前からかもしれない」との回答が得られている。また日本有数の下駄の産地である広島県福山市松永町の日本はきもの博物館からは、「1901年（明治34年）に東京や大阪で裸足禁止令が発令され、各地で下駄が大量生産されるようになったため、その頃から占いが始まったと考えられる」との回答が得られている。
郷土画家の竹内重雄が描いた「お天気占ひ」と題するスケッチには、1917年（大正6年）の設定で、着物姿の子供たちが原っぱで下駄を蹴飛ばして遊ぶ様子が描かれている。
気象予報士の天達武史は、かつて下駄はハレの日に履くものであり、それが、日常的に使われるようになった大正時代から昭和初期にかけ、子供たちが蹴り始めたと聞いたことがあるという。
日本史学者の秋田裕毅は、下駄が平安時代中期まで、庶民はおろか一般貴族にも縁の薄い、聖なる履物であったとしており、下駄占いもまた、下駄が占いの道具であり、聖なる履物であったことの証と述べている。
この他に下駄ではないが、江戸時代には「雨か日和か、てんとうさまのいうとおり」などと言って、草履を投げて天気を占う遊びがあった。江戸末期から明治初期にかけての浮世絵師である二代目歌川広重の『友寿々女美知具佐教語呂久』にも、子供3人が「てんとうさまてんとうさま、このとおり」と言いながら履物を見せあう場面が描かれている。1901年（明治34年）の書籍『日本全国児童遊戯法』には、「雨か日和か」の題で、各自が履物の片方を投げて天気を当てる遊びが紹介されている。

## 信憑性
科学的判断でない遊びごとのために、この占いが的中するかどうかは当てにならないとの指摘がある一方で、下駄占いには科学的に信憑性がある、との説もある。雨を降らせる低気圧が接近し、大気中の水分が増えると、下駄の鼻緒が湿って重くなり、その鼻緒の重みで下駄がひっくり返って裏になりやすく、雨が降るのも近いという理由である。
テレビ静岡の情報番組『てっぺん!』での、気象予報士・片山美紀によるコーナー「教えて! ミキティ」では、2018年（平成30年）5月23日放送でこの説を紹介した上で、検証として1週間にわたって実際に下駄占いを行なった。結果は、天気の的中は2回、的中率は7分の2であり「根拠はあるが信頼度は低め」との結論となった。
気象予報士の南利幸もこの説に基き、下駄を100回投げる検証を行なったところ、好天が続いたにも関らず雨の確率は62パーセント、鼻緒に水をつけて湿らせても57パーセントであった。南は、下駄は構造上からして裏が出やすい上、鼻緒が湿った程度の微妙な重さでは、下駄が裏返る可能性は低いと指摘している。また南は、実際には年間を通じての晴れ、雨、曇りの確率はそれぞれ60パーセント、30パーセント、10パーセント程度であることから、どちらかといえば底の平たいスニーカーなどの方が占いに適し、下駄の占いと実際の天気はほとんど関係ないとも結論付けている。先述の天達武史も、下駄を水に濡らして検証したが、下駄の表裏と湿気はあまり関係が無かったという。
日本テレビ系列の教育バラエティ番組『世界一受けたい授業』の2011年（平成23年）5月28日放送でも、この下駄と湿気にまつわる説が紹介された上で、実際の検証が行われた。同じ材質で作られた下駄を2足分用意し、1足分はそのままの状態、他の1足は鼻緒の部分を霧吹きで濡らし、それぞれを100回ずつ蹴飛ばしてところ、前者は裏返しが100回中34回であったのに対し、後者は100回中52回であった。偶然にも翌日雨が降ったことから、意外に高い的中率となった。

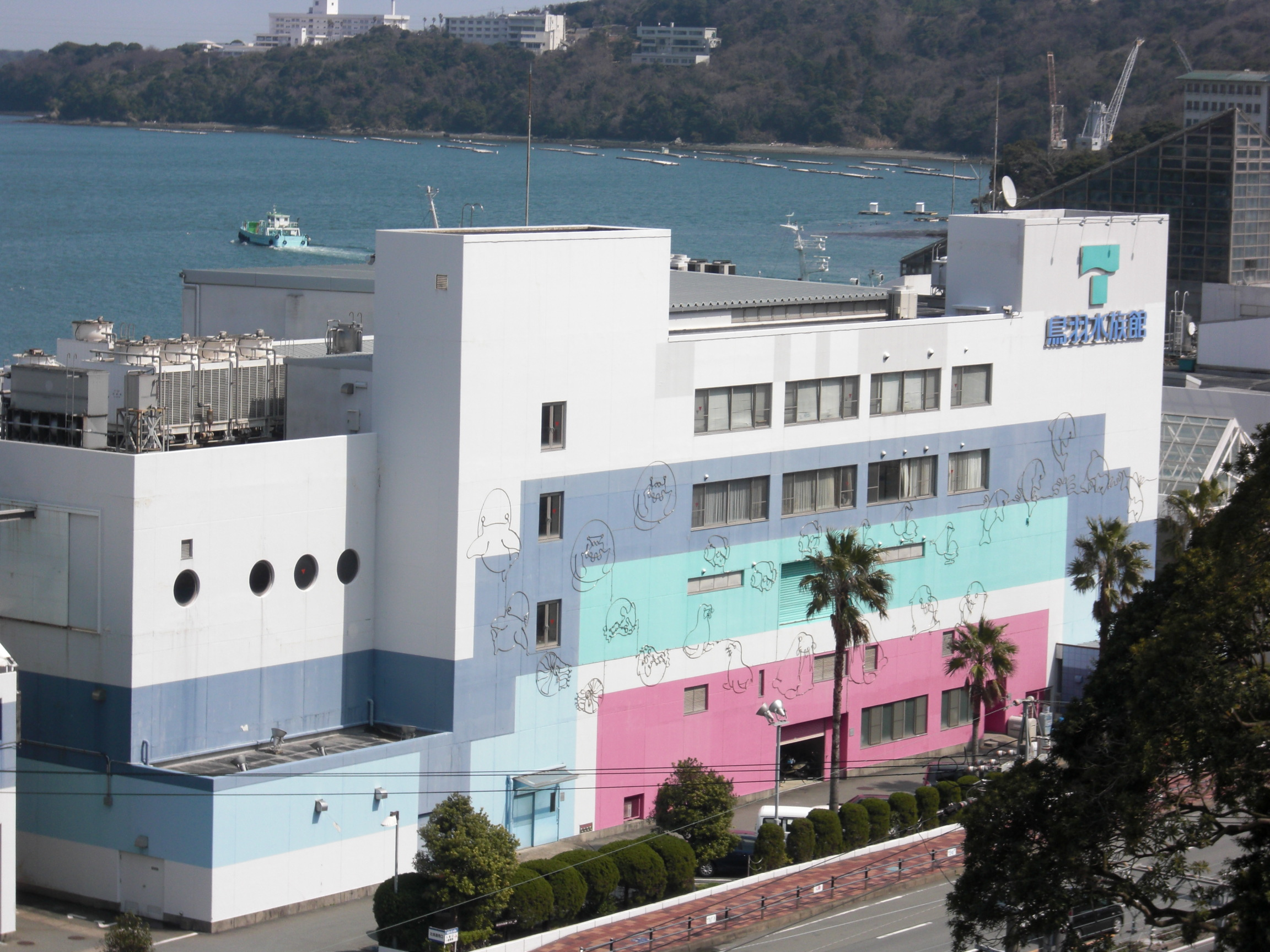
鳥羽水族館

同じく日本テレビの番組『所さんの目がテン!』で1989年（平成元年）11月19日放送では、両生類であるイモリの生態によって天気予報ができるとの説に基づき、イモリ、下駄、天気予報機能を内蔵する時計「ウェザーウォッチ」、人形の動きで天気がわかるという民芸品で、1週間にわたって予報の比較実験が行われた。的中日数の結果はウェザーウォッチが2日、民芸品が3日、イモリが6日に対し、下駄は1日のみであった。三重県鳥羽市の鳥羽水族館でも同様、イモリ、カエル、下駄による予報の比較実験が2006年（平成18年）6月から1か月にわたって実施され、的中率はイモリが40パーセントから50パーセント台、カエルが30パーセントから40パーセント台に対し、下駄は21パーセントであり、「やや低い」との結論であった。
雑誌『女性自身』のウェブサイトでの検証では、9回中6回正解と、意外な好成績が得られた。

## 関連する諸文化
- 気象神社

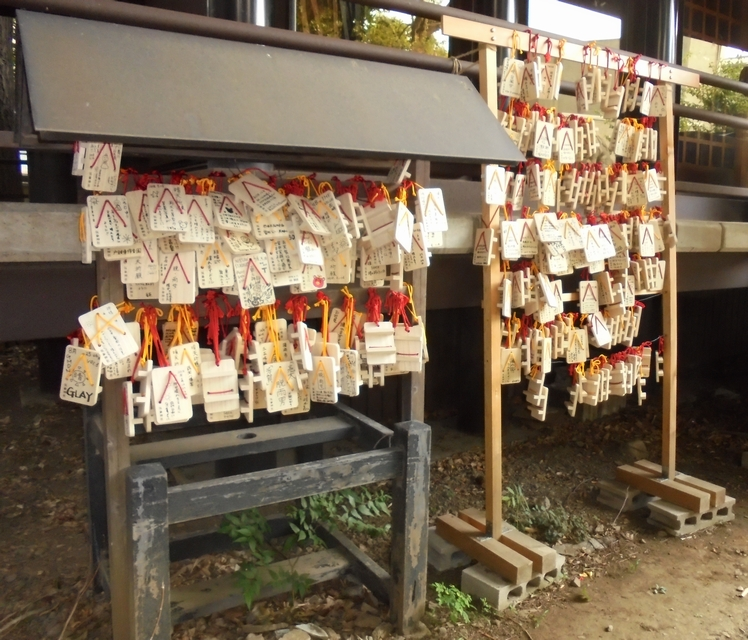
気象神社の下駄の形をした絵馬

  - 東京都杉並区高円寺南の氷川神社内にある、日本全国で唯一の天気にまつわる神社。下駄占いにちなみ、下駄の形をした絵馬がある[25]。旅行や結婚式の晴天を祈願して書かれた下駄の絵馬も多い[13]。
- 下駄飛ばし（競技）
  - 先述の広島県福山市松永町で1994年（平成6年）から開催されているイベント「ゲタリンピック」の種目として、下駄占いをそのまま競技にした「下駄とばし」がある。鼻緒を工夫した「公認下駄[26]」や、広島県はきもの協同組合による公式ルールブックも存在する[13][27]。
  - 長野県飯田市上久堅地区でも、下駄を履かない子供たちに昔の遊びを楽しんでもらおうとの趣旨により、1999年（平成11年）から「全日本げたとばし大会」が開催されている[28]。「明日天気になぁれ」などの掛け声と共に下駄を飛ばし、下駄の表（晴れ）が出なければ失格と定められている[29][30]。
- ゲタ天気予報
  - 下駄占いを再現したモバイルアプリケーション。学研プラスのウェブサイト「GetNavi Web」において、ゲームライターの柚木安津が主催する「テーマ別スマホゲームBEST3」第8回（番外編）では、天気関連のアプリケーションとして第4位に選ばれた[31]。TBSのテレビ番組『王様のブランチ』でも紹介された[32]。
- ハレルとカエル
  - 日本気象協会とソフトウェア開発企業のアップフロンティアが開催した「天気予報API活用アプリコンテスト」への応募作品である天気予報ソフトウェア。明日の天気を知りたい地域を選択し、下駄を投げ、天気を表現する。同コンテストで「Web Designing賞」を受賞した[33]。